# Per Degaton
Per Degaton è un personaggio dei fumetti creato da John Broome e Irwin Hasen, pubblicato dalla DC Comics. È un supercriminale che può viaggiare attraverso il tempo. Per Degaton è apparso la prima volta su All Star Comics n. 35 (giugno-luglio 1947).

## Biografia del personaggio

### Pre Crisi
Per Degaton è l'assistente dello scienziato Malachi Zee, a cui ruberà un prototipo di macchina del tempo che userà per alterare il corso della storia in modo da conquistare il mondo. Verrà più volte fermato dalla Justice Society, e ogni volta perderà i ricordi delle sue imprese criminali. Il continuo uso della macchina del tempo inoltre causerà vari paradossi e darà vita a numerosi duplicati temporali dello stesso Per.
Diverse volte il Degaton del 1947 ha provato, ma senza successo, ad alterare il corso della storia per i propri scopi, compreso ostacolare lo svolgersi di eventi storici antichi come la Battaglia di Gaugamela fra Greci e Persiani nel 331 a.C. o cambiare le circostanze dell'attacco giapponese di Pearl Harbor. In questo frangente, Degaton cerca di fermare la JSA con l'aiuto di super criminali che ha fatto viaggiare indietro nel tempo: il Mostro, King Bee, il Professor Zodiak, Sky Pirate, Solomon Grundy e Wotan. Tuttavia, l'All-Star Squadron ferma il suo attacco a San Francisco. Quando Degaton tenta di distruggere l'isola in cui sono imprigionati, viene rilasciato lo Spettro, che libera gli altri membri, dopodiché Degaton riporta i suoi complici nei loro periodi temporali e torna nel 1947, perdendo di nuovo la sua memoria degli eventi. Allo stesso modo gli eroi perdono il ricordo del coinvolgimento di Degaton.
In seguito  Degaton ricorda tutti i tentativi precedenti attraverso un sogno che accade la notte prima che Zee collaudasse la macchina del tempo. Ancora una volta, Degaton tenta di acquisire armi e tecnologia dal futuro per conquistare il mondo degli anni '40, ma scopre di poter viaggiare tra terre parallele dopo aver accidentalmente viaggiato verso Terra Prime e poi nel Limbo tra universi, dove incarica il Sindacato del crimine di rubare i missili nucleari durante la crisi missilistica cubana di Terra Prime nel 1962, che successivamente porta nel 1942 di Terra 2. Combatte ancora una volta la JLA, la JSA del futuro e l'All Star Squadron, ma le forze combinate di questi eroi sono sufficienti per sconfiggere Degaton e i suoi complici. Con i suoi cambiamenti annullati, viene di nuovo riportato nel 1947 senza memoria degli eventi, mentre tutti gli altri coinvolti perdono anche i loro ricordi degli eventi e vengono riportati ai loro tempi e mondi propri.
Ancora una volta, i ricordi di Degaton alla fine ritornano e tenta di uccidere Zee e rubare la macchina del tempo. Questa volta, tuttavia, Zee cade inaspettatamente nella macchina del tempo, mandandolo di 40 anni nel futuro, dove arriverà per il suo centesimo compleanno. Degaton si rende conto che deve semplicemente attendere il ritorno della macchina. Degaton inizia una breve carriera come malvagio comandante para-militare e si unisce alla Injustice Society. Alla fine il gruppo viene sconfitto dalla JSA e Degaton viene mandato in prigione per 30 anni.
Dopo la sua liberazione, Degaton si aggira per le strade come un derelitto fino a quando il suo vecchio alleato Brain Wave lo trova senza casa e in pessime condizioni di salute. Brain Wave decide di ripristinare la sua vitalità e creare nuovi corpi per se stesso e Degaton. Sotto la copertura di una serie di disastri naturali che provoca, Brain Wave usa una macchina per assorbire la forza di volontà della Justice Society e dirottarla per alimentare il nuovo corpo di Degaton. Dopo essere stato sconfitto dalla JSA, Degaton torna in prigione (tornando al suo corpo originale), ma viene graziato dieci anni dopo a causa dell'età avanzata, grazie all'intervento di Bruce Wayne.
Approfittando della rivelazione del "Diario di Batman", un documento che presumibilmente ha condannato la Justice Society per tradimento, Degaton usa la sua influenza per tentare di incriminare il gruppo dal Congresso degli Stati Uniti. Degaton riconosce che questa è probabilmente la sua ultima possibilità e aspetta il punto in cui dovrebbe apparire la macchina del tempo. È stato rivelato che il diario era il subliminale tentativo di Batman di mettere in guardia la Società su Degaton. La JSA, alla ricerca di Grayson, raggiunge Degaton. La macchina del tempo riappare e Zee esce barcollando, accusando Degaton dell'omicidio con il suo ultimo respiro. Circondato da testimoni e affrontando la prigione per un omicidio di 40 anni alla sua età avanzata, Degaton si uccide sparandosi un colpo di pistola alla tempia.

### Post Crisi
A causa degli eventi della Crisi sulle terre infinite, Per è impiegato in un altro gruppo scientifico segreto, il Progetto M. Durante questo periodo incontra il robot viaggiatore del tempo Mekanique, nemico dell'All-Star Squadron. In cambio del suo aiuto, Mekanique promette di donargli i segreti del viaggio nel tempo. Falliscono nel loro attacco all'All-Stars e il corpo di Mekanique viene distrutto, ma Degaton le salva la testa. Tiene la testa al suo fianco per i prossimi cinque anni, e i due si innamorano.
Nel 1947 Degaton assiste il professor Malachi Zee che, con l'aiuto di Mekanique, termina una macchina del tempo. Degaton prevede di prendere la macchina per sé e spara a Zee, che cade nella macchina, mandandolo 40 anni nel futuro. Mekanique suggerisce che i due aspettino semplicemente quattro decenni per la ricomparsa della macchina, ma questa idea porta Degaton in una rabbia folle. Seppellisce la testa di Mekanique e fa nuovi piani per se stesso.
Dopo la sua liberazione dalla prigione, Degaton ricostruisce Mekanique e la coppia combatte contro Infinity, Inc., nel luogo in cui arriverà la macchina del tempo di Zee. Quando riappare, contiene non solo lo Zee morente, ma una versione del 1947 di Degaton stesso. Viene rivelato che quando Degaton si lanciò contro la macchina nel 1947, le energie della macchina crearono due Degaton, uno che vive una vita normale e uno che viene portato con la macchina del tempo. Il vecchio Degaton si disintegra istantaneamente a causa dell'esistenza paradossale di due Degaton in un momento. Mekanique uccide sia il giovane Degaton che se stessa, temendo che Degaton finisca per tradirla ancora una volta.
Frustrato per non essere in grado di danneggiare la JSA, Degaton usa le sue abilità nel viaggiare nel tempo per rovinare la vita ai suoi nemici. Ora dotato di un disco del tempo che lo rende in grado di vivere "tra i secondi", apparentemente senza età in uno stato intangibile, dal quale può essere rimosso solo con i tachioni concentrati trovati nella clessidra di Hourman, lancia un nuovo attacco alla JSA dopo che Rick Tyler ha cambiato la storia per salvare suo padre dalla sua morte per mano di Extant, il cambiamento della storia ha creato una debolezza nel flusso temporale che Degaton può usare per lanciare un attacco.
Decide di scatenare un attacco alla Casa Bianca che culminerebbe nell'autodistruzione di Atom, pensando che la morte del presidente Truman a causa di un eroe in costume disonorerebbe tutti combattenti del crimine mascherati lasciandoli bollati come traditori e cancellando così dalla storia tutti i successivi supereroi. Degaton viene infine fermato da un'alleanza tra la JSA degli anni '50 e la JSA dei primi anni 2000. La cronologia viene ripristinata in modo che i suoi cambiamenti non si siano mai verificati. Tuttavia, Degaton si ritira nel flusso temporale con i suoi ricordi intatti piuttosto che essere costretto a tornare nel 1947 con i suoi ricordi cancellati, rinnovando il suo impegno a guardare la morte dei suoi nemici nel tempo.
Degaton ritorna brevemente in Justice League of America e poi in Booster Gold come parte di una squadra con Ultra-Humanite, Despero, Supernova e Black Beetle, che hanno formato "The Time Stealers", un gruppo di supercattivi che sembra manipolare il flusso temporale a loro vantaggio. Questa versione di Per Degaton, insieme a Ultra-Humanite e Despero, è di un periodo precedente nella timeline, estratta dai rispettivi momenti nel tempo da Black Beetle. Più tardi appare una versione precedente di Degaton, che si definisce Primo Degaton, che sembra essere stato presente durante i precedenti piani di Per Degaton. Dice al suo io più giovane che combinando tutti i suoi sé infiniti attraverso le linee del tempo, diventerà onnipotente, ma ciò richiederà che i suoi sé più giovani cessino di esistere. Quando la Justice Society fa di Monument Point la sua nuova base, appare con maggiore potenza nel tempo e le combatte, avvertendo Jesse Quick del malavagio D'arken, un dio caduto.
Per Degaton è stato visto come un membro della Injustice Society quando Hawkman e Hawkgirl raccontano il loro tempo negli anni '40 quando la Justice Society ha combattuto la Injustice Society. Dopo che Brain Wave ha scatenato un potente attacco psichico che abbatte tutti, Per Degaton e Vandal Savage si preparano per finire Hawkman e Hawkgirl. Hawkman e Hawkgirl lanciano le loro mazze abbastanza da farli scontrare. Ciò consente alla Justice Society di ribaltare la situazione contro la Injustice Society.

## Poteri e abilità
Inizialmente Per non possedeva dei veri superpoteri, ma era un brillante stratega criminale, abile nel corpo a corpo e grande conoscitore dei viaggi temporali. Il duplicato temporale di Per Degaton possiede una limitata "visione temporale", che gli permette di sapere cosa succederà nel futuro più vicino. Inoltre è sfasato rispetto al tempo normale, e ciò lo rende intangibile. È stato dimostrato che la clessidra piena di tachioni di Hourman offusca la sua visione del tempo e consente a chiunque la possieda di colpire Degaton. È anche consapevole dei cambiamenti nel flusso temporale e ha menzionato il ricordo di eventi precedenti a Crisi sulle Terre Infinite. Tuttavia, non è chiaro se queste siano abilità innate acquisite da Degaton o se siano il risultato del suo disco temporale.

## Altri media
Per Degaton appare nella serie dell'Arrowverse Legends of Tomorrow dove vieni citato come uno dei più grandi dittatori della storia e appare in un episodio da bambino.